# Martin Rosenberg
Martin Rosenberg (* 29. März 1908 in Bünzen; † 1. Januar 1976 in Bern) war ein Schweizer Journalist und Parteimanager (CVP). Er gilt als einer der wichtigsten politischen Strategen der Nachkriegszeit im 20. Jh. in der Schweiz.

## Leben
In den frühen 1930er Jahren gehörte der gebürtige Aargauer der jungkonservativen Erneuerungsbewegung an. 1932/1933 war er Zentralpräsident des Schweizerischen Studentenvereins (StV), der seinen Mitgliedern verbot, den Fronten beizutreten. Rosenberg studierte an der Universität Freiburg i. Üe. und wurde 1941 mit der Arbeit Die Kirchenpolitik Augustin Kellers promoviert. In Freiburg war er Mitglied der Verbindung AKV Alemannia.
Rosenberg war Generalsekretär der heutigen CVP von 1941 bis 1968. Parallel engagierte er sich von 1935 bis 1968 als Bundeshausredaktor des Vaterlands.
Er gilt als der Erfinder der Zauberformel, die von 1959 bis 2003 die Zusammensetzung des Schweizer Bundesrates als parteienübergreifende Konkordanzregierung unverändert festlegte.